# Dániel Kornél
Dániel Kornél (Budapest, 1951. február 12. – Erdőkertes, 2011. január 1.) népművelő, könyvtáros, rendező, esztéta.

## Életpályája
Szülei Dániel Kornél Miklós festőművész és Hován Gizella voltak. 1957-ben szüleivel Erdőkertesre költözött. 1969–1976 között a veresegyházi Váci Mihály Művelődési Központban előadó volt. 1970–1985 között a Forrás Színpad vezetője volt. 1972–1976 között a Kossuth Lajos Tudományegyetem népművelés-könyvtár szakos hallgatója volt. 1976–1984 között a Pest Megyei Tanács művelődési főelőadójaként dolgozott. 1979–1982 között a Színház- és Filmművészeti Főiskola színházelmélet szakán tanult. 1983-ban létrehozta a Váci Nézőtér nevű színházat. 1984–1987 között a Szentendrei Teátrum intendánsa volt. 1988–1999 között az erdőkertesi Ady Endre Művelődési Ház igazgatója volt. 1989-től az Erdőkertesi Tükör című lap alapító kiadója volt. 1990-ben megalapította az Anyám fekete rózsa vers- és prózamondó találkozót, melynek főrendezője volt. 1993-tól a Pest Megyei Kerékpársportok Szövetségének elnöke volt. 1993-ban megalapította az Erdőkertesi Pedagógus Színjátszó Egyletet. 1999–2000 között a Veresegyház és Térsége Fejlesztéséért Kht. ügyvezető igazgatója volt. 2005-ben létrehozta az Új Forrás Színpadot. 2008-ban megalapította a veresegyházi versmondó stúdiót.

## Művei
- Amatőr művészeti mozgalom Pest megyében (1977)

## Díjai
- Bessenyei György-díj (1992)